# بکش!
بکش! (انگلیسی: Kill!) فیلمی به کارگردانی کی‌هاچی اوکاموتو است که در سال ۱۹۶۸ منتشر شد. از بازیگران آن می‌توان به تاتسویا ناکادای، آکیرا کوبو و آتسو ناکامورا اشاره کرد.